# Angelo Consolini
Angelo Consolini (* 11. Juni 1859 in Bologna; † 13. März 1934 ebenda) war ein italienischer Geiger, Bratscher, Musikpädagoge und Komponist.

## Leben
Consolini erhielt den ersten Violinunterricht von seinem Vater und trat bereits im Alter von acht Jahren erfolgreich öffentlich auf. Er studierte am Konservatorium seiner Heimatstadt Violine bei  Carlo Verardi sowie Klavier und Komposition bei Gustavo Tofano und Alessandro Busi. Autodidaktisch lernte er, Bratsche und Viola da gamba zu spielen.
Er gehörte als Bratschist dem Quartetto Bolognese (mit Federico Sarti, Adolfo Massarenti und Francesco Serato) und später dem Nouvo Quartetto Bolognese (mit Dante Serra, Federico Barera und seinem Sohn Giorgio Consolini) an und trat 30 Jahre lang als Solist in Italien, Frankreich, Österreich, der Schweiz, Ägypten und Amerika auf. Außerdem war er Sologeiger im Orchester des Teatro Communale von Bologna.
Von 1918 bis 1930 unterrichtete Consolini Geige und Bratsche am Konservatorium von Bologna. Zu seinen Schülern zählten R. Arduini, Carla Basilea, Franco Ferrara, Enrico Campaiola, Guido Guerrini und Carlo Felice Cillario. Er schuf zahlreiche Transkriptionen für die Bratsche, komponierte Sonaten für Gambe und für Violine und Klavier und gab die Breviesercizi giornalieri del violinista heraus. Seine Frau Emma De Stefani und seine Tochter Elisa Gabriella Consolini wurden als Harfenistinnen bekannt.